# Hans Schwarz (Schauspieler)
Hans Schwarz Junior (* 24. November 1908 als Johann Joseph Schwarz in Dortmund; † 30. Oktober 1983 in Berlin) war ein deutscher Ringer, Schauspieler und Synchronsprecher.

## Leben

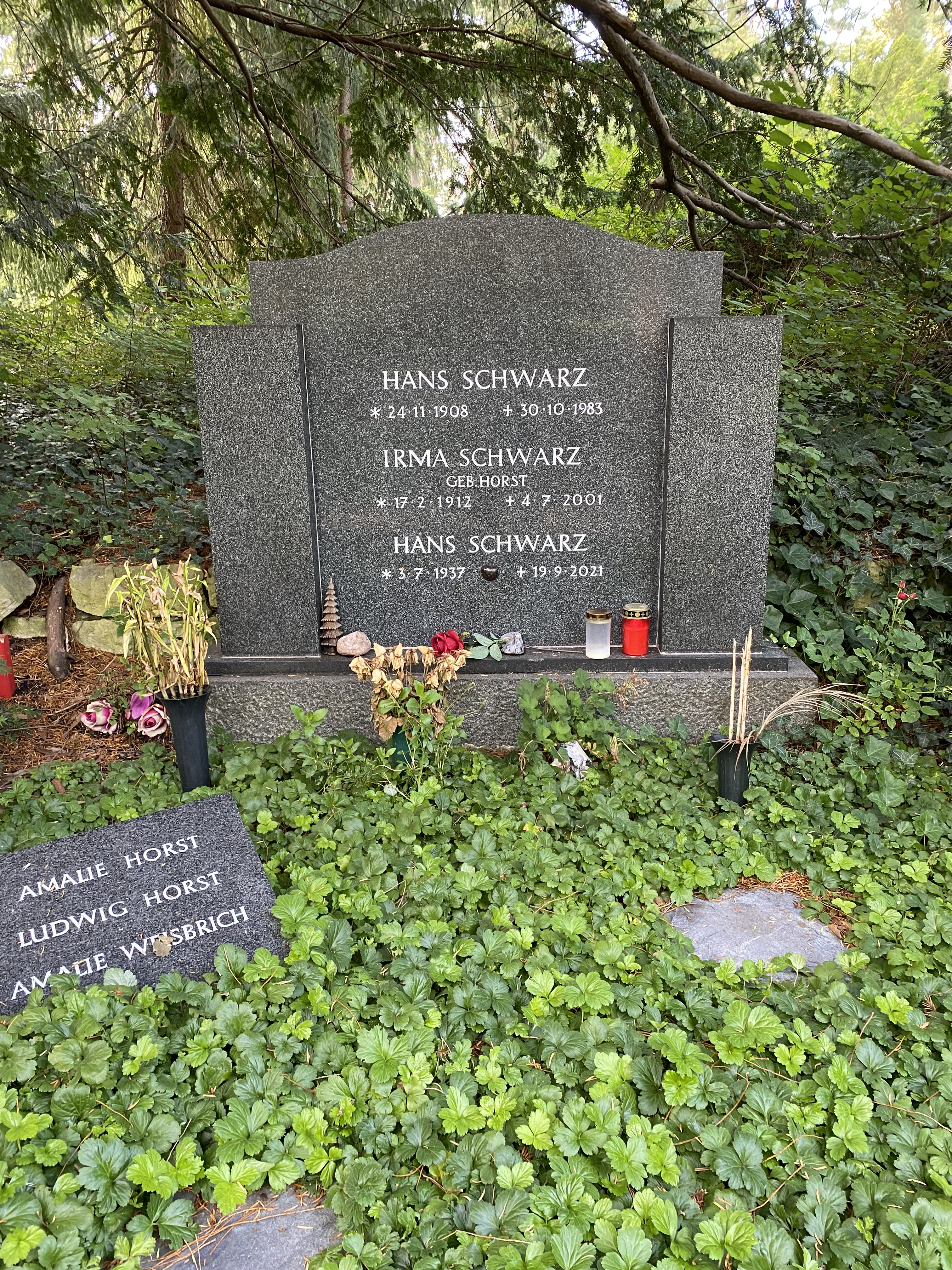
Grabstätte auf dem Waldfriedhof Dahlem

Der Sohn des gleichnamigen, mehrfachen Weltmeisters der Berufsringer Hans Schwarz hatte nach seinem Abitur zwei Semester lang die Technische Hochschule besucht und war anschließend in die Fußstapfen seines Vaters getreten. In diesem Sport brachte es auch Schwarz junior zu mehrfachen Meisterehren: Dreimal war er Weltmeister und einmal Europameister. Bis 1937 blieb er Berufsringer, dann wechselte Schwarz zur Schauspielerei.
Zu seinen frühen Theaterengagements zählt 1946–48 die Verpflichtung an das Berliner Schloßparktheater unter der Leitung von Boleslaw Barlog. Dort sah man ihn beispielsweise in den Stücken Drei Mann auf einem Pferd, Die Heirat, Androklus und der Löwe und Ein Leben lang.
Hans Schwarz junior war seit Beginn des Zweiten Weltkriegs auch als Filmschauspieler tätig. Er spielte in folgenden Filmen mit: Unser Fräulein Doktor, Die große Liebe, Die Nacht vergess ich nie, Maharadscha wider Willen und Man lebt nur einmal. In den 1950er und 1960er Jahren war er auch in den Filmen Geld aus der Luft, Die Schöne Lügnerin, Die unsichtbaren Krallen des Dr. Mabuse und Winnetou und sein Freund Old Firehand zu sehen.
In späteren Jahren hat Schwarz junior auch in einer Reihe von Fernsehspielen mitgewirkt, darunter Auf Sieg? Auf Platz? – Auf Liebe!, Der Revisor, Der Nachruf und Die Flucht nach Ägypten.
Hans Schwarz ruht auf dem Waldfriedhof Dahlem (Feld 002-112).

## Filmografie
- 1939: Nanette
- 1940: Unser Fräulein Doktor
- 1940: Die keusche Geliebte
- 1942: Die große Liebe
- 1942: Titanic
- 1945: Der Puppenspieler (unvollendet)
- 1948: Die seltsamen Abenteuer des Herrn Fridolin B.
- 1949: Diese Nacht vergess ich nie!
- 1949: Gefährliche Gäste
- 1950: Dieser Mann gehört mir
- 1950: Die wunderschöne Galathee
- 1950: Des Lebens Überfluß
- 1950: Maharadscha wider Willen
- 1950: Taxi-Kitty
- 1951: Die Mitternachtsvenus
- 1951: Unschuld in tausend Nöten
- 1952: Klettermaxe
- 1952: Fritz und Friederike
- 1952: Man lebt nur einmal
- 1952: Oh, du lieber Fridolin
- 1953: Das Nachtgespenst
- 1953: Blume von Hawaii
- 1954: Geld aus der Luft
- 1955: Der falsche Adam
- 1955: Wenn der Vater mit dem Sohne
- 1955: Banditen der Autobahn
- 1955: Die Drei von der Tankstelle
- 1955: Lola Montez
- 1956: Gesellschaft der Gänseblümchen (TV)
- 1956: Ein Mann muß nicht immer schön sein
- 1956: Drei Birken auf der Heide
- 1956: Die Christel von der Post
- 1957: Schütze Lieschen Müller
- 1957: Das Glück liegt auf der Straße
- 1957: Die Beine von Dolores
- 1957: Kein Auskommen mit dem Einkommen!
- 1958: Der Greifer
- 1958: Wie es euch gefällt (TV)
- 1958: Grabenplatz 17
- 1958: Maß für Maß (TV)
- 1958: Wehe, wenn sie losgelassen
- 1958: Wenn die Conny mit dem Peter
- 1959: Schlag auf Schlag
- 1959: Mein Freund Harvey (TV)
- 1959: Die schöne Lügnerin
- 1959: Bezaubernde Arabella
- 1960: Conny und Peter machen Musik
- 1960: Der Hauptmann von Köpenick (TV)
- 1961: Butch passt aufs Baby auf (TV)
- 1961: Altberliner Possenabend: Das Fest der Handwerker (TV)
- 1961: Knock Out – Eine keineswegs unglaubliche Geschichte (TV)
- 1961: Unter Ausschluß der Öffentlichkeit
- 1962: Das Leben beginnt um acht
- 1962: Die unsichtbaren Krallen des Dr. Mabuse
- 1963: Meine Frau Susanne (Fernsehserie, 6 Folgen)
- 1963: Es war mir ein Vergnügen
- 1963: Die Rache des Jebal Deeks (TV)
- 1965: Im Schatten einer Großstadt (TV)
- 1966: Das Quiller-Memorandum – Gefahr aus dem Dunkel (The Quiller Memorandum)
- 1966: Winnetou und sein Freund Old Firehand
- 1967: Der Revisor (TV)
- 1967: Das Geständnis eines Mädchens
- 1967: Auf Sieg? Auf Platz? – Auf Liebe! (TV)
- 1968: Der Nachruf (TV)
- 1969: Wie ein Wunder kam die Liebe (TV)
- 1969: Stienz (TV)
- 1969: Die Flucht nach Ägypten (TV)
- 1973: Das sündige Bett
- 1973: Maria d’Oro und Bello Blue